# Keynesianismus

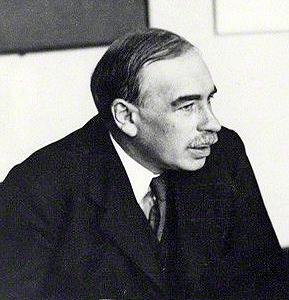
John Maynard Keynes (1883–1946)

Unter Keynesianismus [keɪnz-] wird in den Wirtschaftswissenschaften ein auf John Maynard Keynes zurückgehendes Theoriegebäude verstanden, in dem die gesamtwirtschaftliche Nachfrage die entscheidende Größe für Produktion und Beschäftigung ist. Der Keynesianismus beruht vor allem auf seinem im Februar 1936 erschienenen Buch Allgemeine Theorie der Beschäftigung, des Zinses und des Geldes.

## Allgemeines
Zum Keynesianismus gehören wirtschaftspolitische Ansätze, die darauf ausgerichtet sind, die Nachfrage nach Gütern und Dienstleistungen zu steuern und bei Bedarf die Wirtschaft durch vermehrte Staatsausgaben und durch expansive Geldpolitik zu beleben. Als Hochphase des Keynesianismus weltweit gilt die Zeit nach dem Zweiten Weltkrieg (in Deutschland ab 1967) bis in die 1970er Jahre.
Nach der monetaristischen Gegenrevolution (siehe Abschnitt 4.9) und dem Auftreten der Stagflation verlor die Theorie von Keynes ihre Dominanz. Heute herrscht in der Makroökonomie die im von N. Gregory Mankiw 1991 herausgegebenen Werk präsentierte Richtung vor, worin aber nur die wirtschaftspolitischen Empfehlungen mit Keynes vereinbar sind, nicht die theoretische Grundlage (s. Abschnitt 4.10).
In Deutschland wies das Stabilitäts- und Wachstumsgesetz aus dem Jahr 1967 der Bundesregierung, damals mit Karl Schiller (SPD) als Wirtschaftsminister, die Aufgabe zu, die gesamtwirtschaftliche Nachfrage zu steuern. Die konkreten Ziele waren eine reale Zuwachsrate des Sozialprodukts von 4 %, eine Arbeitslosenquote von unter 0,8 % und eine Inflationsrate von unter 1 %. Grundlage war das Konzept der Globalsteuerung, mit Hilfe keynesianischer Wirtschaftspolitik die volkswirtschaftliche Entwicklung von Konjunkturschwankungen unabhängiger zu machen und einen hohen Beschäftigungsstand zu sichern.

## Begriffsinhalt
Keynesianismus kann bezeichnen:
1. die politische Philosophie, die vom Ende des Zweiten Weltkrieges bis zur Mitte der 1970er Jahre in allen westlichen Staaten dominierte. Als wesentliche Merkmale nennen Backhouse und Bateman (2008) die gesamtwirtschaftlich gesteuerte Volkswirtschaft und den Wohlfahrtsstaat.[2]
2. Wirtschaftspolitische Maßnahmen, die durch Variation von Staatsausgaben und Staatseinnahmen sowie durch geldpolitische Maßnahmen versuchen, Schocks aufzufangen mit dem Ziel, Arbeitslosigkeit gering zu halten (so besonders in politikwissenschaftlichem oder soziologischem Kontext).[2][3]
3. die Wirtschaftstheorie von John Maynard Keynes.
4. die keynesianische Wirtschaftstheorie in verschiedenen Strömungen und Schulen (vor allem Post- und Neokeynesianismus), die sich auf Keynes berufen.[2][3]

Zwischen Keynes’ scher Theorie (3.), der keynesianischen Wirtschaftstheorie (4.) und den gesellschaftsphilosophischen und wirtschaftspolitischen Bedeutungen (1. und 2.) bestehen deutliche Unterschiede. Manche Autoren benutzen deshalb für diese (1. und 2.) die Bezeichnung Interventionismus.
Für die unterschiedlichen wirtschaftstheoretischen Strömungen des Keynesianismus besteht keine einheitliche Terminologie. Zu unterscheiden sind (zumindest):
Keynes’sche Theorie
Nachdem Axel Leijonhufvud herausgearbeitet hatte, wie sehr sich die keynesianische Theorie durch die neoklassische Vereinnahmung von der Theorie von Keynes entfernt hatte, begann eine Rückbesinnung auf Keynes. James Tobin, einer der prominentesten Streiter für diese Rückkehr zu Keynes, bezeichnet sich als „Old Keynesian“.
Neoklassischer Keynesianismus
Durch die „Neoklassische Synthese“ (s. Abschnitt 4.4) wurde die Theorie von Keynes von der Neoklassik vereinnahmt und die resultierende „Neoklassisch-keynesianische Theorie“ lieferte Ergebnisse, die der Theorie von Keynes entgegengesetzt war. Das gilt insbesondere für seine These, dass flexible Preise und Löhne nicht geeignet sind, zur Vollbeschäftigung zu gelangen.
Postkeynesianismus
Die Bezeichnung wurde sporadisch (so von Joan Robinson) schon in den 1950er Jahren gebraucht, um rein chronologisch theoretische Arbeiten unter dem Einfluss der Allgemeinen Theorie zu beschreiben. Zur inhaltlichen Abgrenzung einer bestimmten keynesianischen Lehrmeinung von der neoklassischen Synthese kristallisierte sich die Bezeichnung erst nach dem Aufsatz An Essay on Post Keynesian theory: a new paradigm in economics von Alfred S. Eichner und J. A. Kregel (Journal of Economic Literature, Vol. 65, 1975) heraus und verfestigte sich mit dem Erscheinen des Journal of Post Keynesian Economics 1978 (in diesem Sinne soll sie im Weiteren verstanden werden). Vereinzelt wird sie immer noch im rein chronologischen Sinne gebraucht.
Neokeynesianismus oder auch Neukeynesianismus
Der Begriff trat erstmals in den 1960er Jahren auf und wurde zunächst in unterschiedlicher Weise benutzt. Seit den 1990ern wird Neokeynesianismus als deutsche Bezeichnung für die New Keynesian Economics gebraucht. Abweichend davon unterscheidet Thomas Palley zwischen New Keynesian Economics und Neo-Keynesianismus für das Werk von Autoren der neoklassischen Synthese.

## Lehren (Überblick)
Merkmale der keynesianischen Schule, die von allen selbst bezeichneten Keynesianern akzeptiert werden, lassen sich nicht ganz einfach ausmachen. Besonders für die postkeynesianischen Schulen sind gemeinsame schulbildende Merkmale ihrer Wirtschaftstheorie nur schwer in klar abgrenzbarer Form zu ermitteln. Zum Teil wird ihre Abgrenzung nach soziologischen (im Sinne Joseph Schumpeters), philosophischen (im Sinne Thomas S. Kuhns oder Imre Lakatos’) oder rein geographischen (so Terence Hutchinson) Gesichtspunkten vorgenommen.
A.P. Thirlwall machte „sechs Kernbotschaften der Keynesschen Vision“ („six central messages of Keynes’ vision“) aus, die in wirtschaftstheoretischer Hinsicht gut die Kernlehren der keynesianischen Schulen beschreiben:
1. Produktion und Beschäftigung werden über den Gütermarkt, nicht über den Arbeitsmarkt gesteuert,
2. unfreiwillige Arbeitslosigkeit ist möglich,
3. eine Erhöhung der Ersparnisse führt nicht zu einer gleich großen Erhöhung der Investitionen; vielmehr bestimmen die Investitionen das mögliche Sparvolumen in der Volkswirtschaft, Investitionen sind also nicht davon abhängig, dass vorher gespart wird. Vielmehr können die Banken Kredite durch Kredit- und Geldschöpfung vergeben.[14]
4. eine Geldwirtschaft unterscheidet sich von einer Tauschwirtschaft,
5. die Quantitätstheorie des Geldes gilt nur bei Vollbeschäftigung,
6. in Marktwirtschaften werden Investitionsentscheidungen auch von den animal spirits (etwa ‚Instinktverhalten‘) der Unternehmer bestimmt.

Merkmale der gegensätzlichen neoklassischen Synthese dagegen sind:
1. das IS-LM-Modell, erweitert um einen neo-klassischen Arbeitsmarkt,
2. neo-klassische Wachstumsmodelle,
3. die langfristig senkrechte Phillips-Kurve.

## Theoriegeschichte und -entwicklung

### Vorläufer und Umfeld
John Maynard Keynes verweist in seiner Allgemeinen Theorie selbst auf Einflüsse, die von der Scholastik, dem Merkantilismus und Malthus ausgingen. In der französischen Ausgabe nennt er Montesquieu, der in seiner ökonomischen Bedeutung für Frankreich Adam Smith gleichkäme. Überraschende Übereinstimmungen bestehen zwischen Keynes’ Kritik an der Neoklassik und der Kritik, die Friedrich von Hayek, durch den die Österreichische Schule in Großbritannien rezipiert wurde, an der Walras-Pareto-Gleichgewichtsanalyse und an der fehlenden Berücksichtigung der Zeit übte. Diese Kritik wirkte später über die LSE-Studenten Nicholas Kaldor, Abba Lerner, G. L. S. Shackle auch auf den Postkeynesianismus ein.
Der Ökonom J. A. Hobson entwickelte ab 1889 (und 1928 davon unabhängig auch William Trufant Foster und Waddill Catchings) die Idee, dass ein Mangel an Nachfrage für Wirtschaftskrisen verantwortlich sei, gebrauchte dafür aber den Ausdruck underconsumption (wörtl. etwa: Unternachfrage). Dies befand sich jedoch zu dieser Zeit außerhalb des wirtschaftswissenschaftlichen Mainstreams.
Ein Auseinanderfallen von gesamtwirtschaftlicher Spar- und Investitionsquote hielt bereits Knut Wicksell für möglich. Gunnar Myrdal beschreibt den Einfluss, den Wicksell bereits auf Keynes’ Buch von 1930 hatte:

“J.M. Keynes’ new, brilliant, though not always clear, work, A Treatise on Money, is completely permeated by Wicksell’s influence. Nevertheless Keynes’ work, too, suffers somewhat from the attractive Anglo-Saxon kind of unnecessary originality, which has its roots in certain systematic gaps in the knowledge of the German language on the part of the majority of English economists.”

Andere Ökonomen der Schwedischen Schule, so besonders Erik Lindahl, Bertil Ohlin und Erik Lundberg, hatten bereits in den 1920er und frühen 1930er Jahren den Einfluss der gesamtwirtschaftlichen Nachfrage herausgestellt. Gleiches gilt für den Polen Michał Kalecki, der dies unter Rückgriff auf Karl Marx und Rosa Luxemburg ausgearbeitet hatte.

### 1936: Keynesianische Revolution

#### John Maynard Keynes (1883–1946):Allgemeine Theorie der Beschäftigung, des Zinses und des Geldes (1936)
Die keynesianische Revolution hat ihren Ursprung in John Maynard Keynes’ Werk Allgemeine Theorie der Beschäftigung, des Zinses und des Geldes (kurz: Allgemeine Theorie oder General Theory) aus dem Jahre 1936. Keynes war zur Zeit seiner Veröffentlichung bereits 53 Jahre alt und ein international hoch angesehener Ökonom. Die ersten Gedanken für seine Allgemeine Theorie gehen wohl auf die frühen 1930er Jahre zurück, kurz nachdem er seinen Treatise on Money 1930 veröffentlicht hatte; mit diesem, damals als sein opus magnum angesehenem Werk, war er schon nach Veröffentlichung unzufrieden, verwarf jedoch den Gedanken, es umzuarbeiten. Ab 1930 beschäftigten er und sein Schülerkreis sich intensiv mit der effektiven Nachfrage. Inwieweit diese in ein Walrasianisches Modell eingearbeitet werden können oder tatsächlich revolutionär sind, ist umstritten. Keynes selbst kam bald zu dem Ergebnis, dass seine neu gewonnenen Erkenntnisse einer intellektuellen Revolution und einem radikalen Bruch mit der neoklassischen Theorie gleichkämen:

“To understand my state of mind, however, you have to know that I believe myself to be writing a book on economics theory which will largely revolutionise—not, I suppose, at once but in the course of the next ten years—the way the world thinks about economic problems”

#### Grundelemente seiner Theorie
Keynes Hauptwerk, die Allgemeine Theorie der Beschäftigung, des Zinses und des Geldes, gilt als schwer verständliches Werk. Deshalb haben die Herausgeber der 11. Auflage (2009) in deutscher Sprache dem Buch eine Erklärung zu seinem Aufbau vorangestellt.
Für Keynes und den Keynesianismus ist die gesamtwirtschaftliche Nachfrage die entscheidende Determinante für die Höhe von Produktion und Beschäftigung. Dabei ist die gesamtwirtschaftliche Nachfrage höchst instabil. Grund dafür ist vor allem die stark schwankende Nachfrage nach Investitionsgütern. Diese Nachfrage ist von der erwarteten Rendite abhängig, die wegen der Unsicherheit der Zukunft starken und plötzlichen Änderungen unterworfen ist. Soll das in einer Periode erwirtschaftete Einkommen vollständig nachfragewirksam werden, müssen sämtliche Ersparnisse – vermittelt über das Bankensystem – reinvestiert werden. Vereinfacht ausgedrückt bedeutet Keynesianismus, dass im marktwirtschaftlichen System aus strukturellen Gründen immer eine Nachfragelücke existiert, die für die Arbeitslosigkeit verantwortlich ist.
Keynes sah also die inhärente Ungewissheit der Zukunft als Ursache von stark schwankenden privaten Investitionen. Verstärkt über den Multiplikator führt dies zu schwankender Produktion und Arbeitslosigkeit. Der Multiplikator besagt, dass ein Rückgang der Investitionen auch negativ auf den privaten Konsum einwirkt. Die Schließung einer Fabrik führt nicht nur zur Entlassung der Arbeitenden in dieser Fabrik und zu Entlassungen bei den Zulieferfirmen, vielmehr führt das rückläufige Einkommen der entlassenen Arbeitskräfte auch zu deren Konsumeinschränkung, was wieder Entlassungen in der Konsumgüterindustrie zur Folge hat. Wie dieser Multiplikatorprozess abläuft, hatte Richard Kahn bereits 1931 gezeigt (s. nächsten Abschnitt).
Diese Schwankungen einzudämmen erfordert ein antizyklisches Verhalten des Staates, um die Schwankungen gering zu halten (antizyklische Geld- und Finanzpolitik). Durch staatliche Geld- und Fiskalpolitik soll die gesamtwirtschaftliche Nachfrage gesteuert (Globalsteuerung) werden. Man müsse also versuchen, die Gesamtnachfrage möglichst auf einem stabilen Niveau zu halten. Dies ermöglicht eine ausreichende Kapazitätsauslastung und eine stabile Volkswirtschaft. Expansive Geld- und Fiskalpolitik führe die Wirtschaft an die Vollbeschäftigung heran.
Keynes erklärte das Saysche Theorem für ungültig, wonach sich jedes Angebot seine Nachfrage schaffe. Dazu wäre es notwendig, dass sämtliche Ersparnisse – vermittelt über das Bankensystem – zu Investitionen genutzt werden. Keynes betont dagegen, dass jede zusätzliche Ersparnis zunächst und in erster Linie einen Nachfrageausfall bedeutet. Dieser verringert die Kapazitätsauslastung bei den betroffenen Unternehmen, sodass diese weniger Anreiz haben zu investieren.
Keynes wandte sich auch gegen die klassische Geldlehre und die von der neoklassischen Theorie behaupteten Zusammenhänge auf dem Arbeitsmarkt. Er argumentierte gegen die (neo-)klassische Theorie, der zufolge eine Senkung der Löhne gegen Unterbeschäftigung helfe. Zwar sinken dadurch die Lohnkosten, aber die Lohnsenkungen führen zur Abnahme der Kaufkraft des Großteiles der Konsumenten (= reale Lohnsenkung) und damit zu einer Verringerung der Nachfrage. Begünstigt werden dagegen die Exporte. Über Lohnsenkungen die Beschäftigung erhöhen zu wollen, sei eine fragwürdige Politik, die überdies versucht, inländische Nachfrageprobleme durch Außenhandelsüberschüsse, also zu Lasten des Auslands, zu kompensieren.
Vielfach wird Keynes auf eine antizyklische Nachfragepolitik reduziert. Demnach soll der Staat, über Rücklagen oder durch Kreditaufnahme finanziert, fiskalpolitische Maßnahmen ergreifen. Die Zentralbank soll dies geldpolitisch unterstützen. Das Zusammenspiel soll der Abschwächung der Auswirkungen von Rezessionen und Booms dienen. Wenn der Staat in der Rezession kurzfristig Schulden aufnimmt, liegt ein so genanntes Deficit spending vor (dieser Begriff wurde von Abba P. Lerner geprägt). Idealerweise sollten diese bei einem Wirtschaftsaufschwung durch Steuermehreinnahmen beglichen werden.

#### Mitstreiter der „keynesianischen Revolution“
Ein wichtiger Diskussionspartner von Keynes war Roy Harrod (1900–1978), der in Oxford studierte und lehrte. Zwischendurch hörte Harrod die Vorlesungen von Keynes in Cambridge, dessen Mitstreiter und Freund er wurde. Keynes schickte ihm die Druckfahnen der „General Theory“ und Harrod versuchte vergeblich, deren Attacken auf die (neo)klassische Theorie abzumildern.
Harrod versuchte wenig später, Keynes’ Theorie zu dynamisieren („An Essay in Dynamic Theory“, 1939) und daraus eine Wachstumstheorie zu entwickeln. 1951 schrieb er im Auftrag des Bruders von Keynes dessen offizielle Biographie (The Life of John Maynard Keynes, London 1951).
Großen Anteil an der Entstehung von Keynes Allgemeine Theorie hatte Richard Kahn. Kahn war Keynes’ Lieblingsschüler und sein engster Mitarbeiter und, wie Joan Robinson halb scherzhaft bemerkte, schon vor Keynes Keynesianer. Kahn präsentierte in seinem Aufsatz The Relation of Home Investment to Unemployment (1931) das Multiplikator-Modell, das die Wirkung einer exogenen Ausgabenerhöhung in Abhängigkeit von der marginalen Konsumquote gemäß der Formel {\displaystyle \Delta Y={\frac {1}{1-c}}\cdot \Delta I} aufzeigte und von Keynes in der Allgemeinen Theorie aufgegriffen wurde. Auch darüber hinaus hatte Kahn an deren Entstehen überragenden Anteil: Er leitete zum einen den Cambridge Circus, in dem er, wie Teilnehmer später ironisch berichteten, die Rolle des „himmlischen Boten“ zwischen „Gott Keynes“ und den „sterblichen Diskutanten“ spielte; zum andern übernahm er am Manuskript selbst den gesamten mathematischen Apparat. Zu vielen Problemen unterbreitete er Lösungsvorschläge. Joseph Schumpeter schreibt ihm gar die Ko-Autorschaft zu:

“Next, we must record [in The General Theory] Keynes’s acknowledgements of indebtedness […] especially to Mr R.F. Kahn, whose share in the historic achievement cannot have fallen very far short of co-authorship.”

Kahn folgte nach Keynes’ Tod ihm in fast allen Positionen nach, nahm jedoch eher die Rolle der grauen Eminenz wahr.
Eine wichtige Mitstreiterin in „Cambridge Circus“ war Joan Robinson (1903–1983), mit der Keynes intensiv korrespondierte. Sie hatte in Cambridge bis 1935 studiert und lehrte dort von 1931 bis 1977. Nach dem Erscheinen der „Allgemeinen Theorie“ schrieb sie eine gut verständliche „Introduction to the Theory of Employment“ (London 1937) und sorgte dafür, dass die Keynes’sche Theorie in Studienplänen gebührend verankert wurde.
James Meade (1907–1995) studierte und lebte zunächst in Oxford, in der Entstehungsphase der „General Theory“ jedoch in Cambridge, wo er an den Treffen des „Circus“ teilnahm. 1937 veröffentlichte er „A Simplified Model of Mr. Keynes’ System“ (Review of Economic Studies, Vol. 4). 1957–1963 war er Professor in Cambridge.

#### Unmittelbare Rezeption
Keynes’ Allgemeine Theorie wurde sofort sehr kontrovers diskutiert. Besonders junge Ökonomen begeisterten sich für den neuen Ansatz, der endlich eine Erklärung der hohen und andauernden Arbeitslosigkeit bot:

“The General Theory caught most economists under the age of thirty-five with the unexpected virulence of a disease first attacking and decimating an isolated tribe of South Sea Islanders. Economists beyond thirty-five turned out to be quite immune to the ailment.”

Schroffe Ablehnung erntete Keynes’ Werk in England besonders von Arthur Cecil Pigou, Dennis Holme Robertson, Ralph Hawtrey, Lionel Robbins, Friedrich August von Hayek und in den USA von Frank Knight, Joseph Schumpeter und Jacob Viner.
Im Gegensatz zu Keynes nahm sein Londoner Gegenspieler Friedrich August von Hayek an, staatliche Organisationsformen entwickelten ein starkes Eigenleben, was häufig zu einer aufgeblähten Verwaltung führe, die selbst einen Großteil der Staatsausgaben für ihren Selbsterhalt benötige. Weiterhin nahm Hayek an, dass es in demokratischen Prozessen sehr aufwendig bis nicht durchführbar sei, in der Vergangenheit gewährte Subventionen beziehungsweise Vergünstigungen aller Art wieder rückgängig zu machen. Zuletzt seien wirtschaftliche Prozesse zu komplex, als dass sie zentralisiert gesteuert werden könnten. Auf Grund dieses nur sehr bedingt zur Verfügung stehenden Steuerungswissens sei es nicht möglich, „antizyklische“ Prozesse durch den Staat anzuregen. Dieses Wissensdefizit der öffentlichen Hand gepaart mit der dem staatlichen Handeln unterstellten inhärenten Tendenzen zum Selbsterhalt der Verwaltung sowie der fortschreitenden Bürokratisierung führen nach Hayek zu einem vermehrten Einnahmebedarf des Staates, der die wirtschaftliche Entwicklung erheblich erschwere. Demzufolge seien „antizyklische“ Maßnahmen der öffentlichen Hand mit Sicherheit zum Scheitern verurteilt.
Andere Kritiker stützen sich auf die von Keynes angegriffene Neoklassische Theorie. Diese Theorie geht davon aus, dass ein volkswirtschaftliches System „inhärent“, d. h. von sich aus stabil ist und nach Störungen wieder zum Gleichgewicht bei Vollbeschäftigung zurückfindet. Staatliche Maßnahmen seien daher überflüssig. Sie können sogar zu unerwünschten Schwankungen der Konjunktur führen. Daher vertreten Anhänger der neoklassischen Theorie die Ansicht, der Staat solle seine Ausgaben möglichst begrenzen. Dem Staat käme nur eine „allokative“ Aufgabe zu, während er sich ansonsten möglichst aus der Wirtschaft heraushalten soll. Diese Kritik wird später von Milton Friedman aufgegriffen und zu einer „monetaristischen Gegenrevolution“ ausgebaut (s. unten Abschnitt 4.8).
Milton Friedman und Anna Schwartz (1963) interpretierten in ihrem Werk A Monetary History of the United States die Weltwirtschaftskrise nicht als Ergebnis der freien Märkte, sondern einer falschen Politik der Notenbank, die in den USA zwischen den Jahren 1929 und 1933 die Geldmenge um 30 % verringerte. Dabei ist unstrittig, dass die Geldmenge in jenen Jahren stark zurückging. Strittig ist, ob die Zentralbank dies bewirkte oder nicht verhindern konnte. Tatsächlich warnte Keynes bereits 1925 vor den Folgen einer Notenbankpolitik, die aufgrund des Goldstandards gezwungen ist, die Geldmenge prozyklisch zu reduzieren, und warnte vor daraus resultierender Arbeitslosigkeit.

### 1937: Interpretation durch das IS-LM-Modell von Hicks
John R. Hicks entwarf schon 1937 das IS-LM-Modell in seinem Artikel Mr. Keynes and the Classics: A Suggested Interpretation, um Keynes’ Allgemeine Theorie der neoklassischen Theorie gegenüberzustellen. Hicks unterschied einen klassischen, einen mittleren und den keynesianischen Bereich der Liquiditätsfalle und beschränkte Keynes’ Theorie fälschlicherweise auf den letztgenannten Bereich.
Auf die Ausbreitung und Interpretation von Keynes’ Theorie hatte dieser Artikel einen nachhaltigen und zwiespältigen Einfluss. Die Gegenüberstellung von „Mr. Keynes“ und „the Classics“ bezieht sich auf das Vorgehen von Keynes, alle Ökonomen, die in der neoklassischen Tradition schreiben, als „Klassiker“ zu bezeichnen, darunter auch Arthur Pigou und sein damals erst kurz zuvor erschienenes Buch The Theory of Unemployment (1933). Hicks konfrontiert diese „klassische Ökonomie“ mit der Theorie von Keynes, indem er beide in Gleichungen fasst und für ihre graphische Darstellung das berühmte IS/LM-Diagramm entwickelt, das man heute – mit modifiziertem theoretischen Hintergrund – in allen Lehrbüchern der Makroökonomie findet. Die für Keynes so wichtige Instabilität der Investitionstätigkeit und die zentrale Rolle der (unsicheren) Erwartungen für die wirtschaftliche Entwicklung bleiben jedoch außen vor.
Mit dem IS/LM-Diagramm bestimmt Hicks diejenige Kombination von Zinssatz und Volkseinkommen, bei der auf dem Gütermarkt (beziehungsweise bei Hicks auf dem Konsumgüter- und auf dem Investitionsgütermarkt) und auf dem Geldmarkt Gleichgewicht von Angebot und Nachfrage herrscht. Auf dem Gütermarkt besteht Gleichgewicht, wenn die zinsabhängigen Investitionen genau der einkommensabhängigen Ersparnis entsprechen; auf dem Geldmarkt wird das Gleichgewicht bei Übereinstimmung der vorgegebenen Geldmenge (des „Geldangebots“) mit der vom Zins und vom Einkommen abhängigen gewünschten Kassenhaltung („Nachfrage“ nach Geld) erreicht. Der Arbeitsmarkt bleibt außer Betracht.
Die wichtigste Neuerung von Keynes besteht für Hicks (s. dort Abschnitt III) in der Analyse der Geldnachfrage (der Nachfrage nach Liquidität), die sich im gekrümmten Verlauf der LM-Kurve niederschlägt: Diese verläuft bei sehr niedrigem Zinssatz (i) und Einkommen (Y) fast horizontal, bei sehr hohem Einkommen und Zinssatz dagegen fast vertikal. Bei hohen Werten von Y und i wird der gesamte vorhandene Geldbestand zur Finanzierung der Transaktionen benötigt. Zusätzliche Güternachfrage führt dann nicht zu mehr Produktion, sondern nur zu höherem Zinssatz. Dies ist der klassische Bereich. Im anderen Extrembereich ist es umgekehrt: Eine Erhöhung der Geldmenge verändert den Zinssatz nicht; zusätzliche Güternachfrage dagegen führt zu mehr Produktion und Beschäftigung, ohne dass der Zinssatz steigt: „We are completely out of touch with the classical world“, betont Hicks.
Den gesamten mittleren Bereich, in dem eine höhere Nachfrage sowohl die Produktion als auch den Zinssatz ansteigen lässt, während eine höhere Geldmenge zu einem niedrigeren Zinssatz und damit zu höherer Produktion führt, weist Hicks nun allerdings dem klassischen Bereich zu („the classical theory will be a good approximation“), so dass für Keynes nur der Extrembereich der horizontalen LM-Linie übrig bleibt. Im Gegensatz dazu hatte Keynes in seinem Buch betont, in der Regel sei die Beziehung zwischen Geldnachfrage und Zinssatz so, dass der Zinssatz fällt, wenn die Geldmenge steigt. Der Bereich der horizontalen LM-Linie dagegen stelle die Ausnahme dar: „But whilst this limiting case might become practically important in the future, I know of no example of it hitherto“. Die dagegen verstoßende Zuordnung des Normalbereichs der LM-Kurve zur „Klassik“ veranlasst Hicks, den Abschnitt III mit dem falschen, aber berühmt gewordenen Satz zu schließen: „So the General Theory of Employment is the Economics of Depression“.
Der Beitrag von Hicks zur Verbreitung der Theorie von Keynes ist daher zweischneidig. Einerseits hat das von ihm entwickelte IS/LM-Diagramm erheblich dabei geholfen, aus dem schwierigen Buch von Keynes den statischen Kern seiner Theorie herauszuarbeiten und verständlich zu machen. Andererseits hat er eine Grundlage für die Keynes verfälschende Tendenz gelegt, dessen Theorie auf den empirisch wenig relevanten Extremfall der waagerechten LM-Kurve (der Liquiditätsfalle) zu reduzieren. Dies hat dann später zu der verbreiteten, aber schon mit dem Titel der „General Theory“ nicht zu vereinbarenden Praxis geführt, Keynes zu unterstellen, für ihn sei nur die Fiskalpolitik relevant, da die Geldpolitik im Bereich der Liquiditätsfalle wirkungslos bleibt, und anschließend die Keynesianer als „Fiskalisten“ abzustempeln.

### Ab 1944: Neoklassische Synthese
Hicks ebnete mit seinem IS/LM-Diagramm auch den Weg zur Neoklassischen Synthese. Franco Modigliani war 1944 der erste, der an dieses Diagramm einen neoklassischen Arbeitsmarkt anhängte und dann unter Heranziehung des Pigou-Effekts und des Zinseffektes ableitete, dass – im krassen Gegensatz zu Keynes’ Theorie – Lohnsenkungen zu mehr Beschäftigung führen. Damit wurde Keynes von der Neoklassik vereinnahmt. Keynes selbst hatte sich während der Diskussionen mit seinem Schülerzirkel immer gegen ein solches Vorgehen ausgesprochen. In einem Brief an Roy Harrod schreibt er 1935 zu solchen Versuchen der Versöhnung:

“the general effect of your reaction … is to make me feel that my assault on the classical school ought to be intensified rather than abated…”

Er äußerte sich aber nach seinem Herzinfarkt (1937) und später wegen anderer aktueller Probleme und Aufgaben (Kriegsfinanzierung, Bretton-Woods-Verhandlungen) kaum zu Syntheseversuchen. Joan Robinson sprach von ihnen wiederum nur verächtlich als „Bastard-Keynesianismus“.

### Ab 1945: Cambridge School of Post-Keynesians

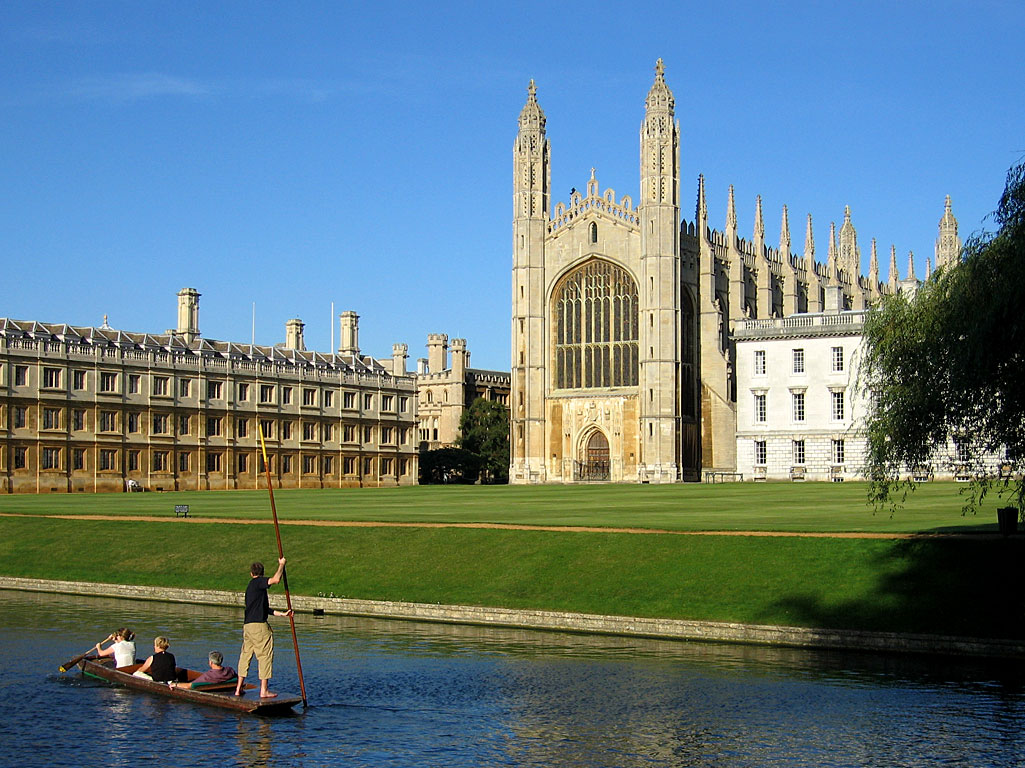
King’s College (Cambridge)

Während des Entstehens der Allgemeinen Theorie hatte sich – wie schon in Abschnitt 4.2.3 beschrieben – ab 1930 um Keynes ein Kreis von Schülern in Cambridge gebildet, der als Cambridge Circus bekannt wurde und wöchentlich über Keynes diskutierte, zu Beginn vor allem über seinen Treatise on Money. Zu ihm gehörten Richard Kahn, Joan Robinson, Austin Robinson, Piero Sraffa und James Meade. Diese Diskussionen trugen erheblich zum Entstehen der Allgemeinen Theorie bei. Bedingt durch einen Herzinfarkt Keynes’ 1937, den aufkommenden Zweiten Weltkrieg und die Beratungsaufgaben Keynes’ für die britische Regierung kam der regelmäßige intellektuelle Austausch zwischen ihnen zum Erliegen.
Nach dem Zweiten Weltkrieg und Keynes’ Tod 1946 formierte sich unter starker Beteiligung einiger dieser ehemaligen Schüler eine neue Gruppe, die sich als Keynes’ legitime Erben mit der Fortführung seines Werkes beauftragt sah. Sie sah sich vor allem in starkem Gegensatz zum neoklassischen Modell: Das IS-LM-Modell lehnten sie strikt ab und betonten den Bruch im ökonomischen Denken seit Keynes. Innerhalb dieser Gruppe, die sich als Postkeynesianer bezeichneten, bestand jedoch keinesfalls Konsens über viele Fragen; ihre schulbildende Außenwirkung verdankte sie eher gemeinsamen Abneigungen als gemeinsamen Konzepten.
Wichtige britische Keynesianer in Cambridge (von ihnen ist nur Joan Robinson als Postkeynesianer im engeren Sinne zu bezeichnen):
- Richard Ferdinand Kahn (1905–1989). Unter seiner Führung wurde das wirtschaftswissenschaftliche Studium in Cambridge nach dem Zweiten Weltkrieg neu organisiert und der Cambridge Circus als Secret Seminar oder Tuesday Group in seinen Räumen fortgeführt. Er publizierte in dieser Zeit drei bedeutende Schriften: 1954 eine Ausarbeitung der Liquiditätspräferenz-These (Some Notes on Liquidy Preference), in den späten 1950er Jahren grundlegende Artikel zur keynesianischen Kapitaltheorie sowie 1976 mehrere Aufsätze über Zusammenhänge zwischen Inflation und Vollbeschäftigung insbesondere wegen steigender Grenzkosten.[33]

- Joan Violet Robinson (1903–1983) war in der Fachwelt schon bekannt, weil sie bereits vor der Allgemeinen Theorie ihr Werk The Economics of Imperfect Competition (1933) veröffentlichte, von dessen Analyse des unvollständigen Wettbewerbs sie sich jedoch später distanzierte. Unmittelbar nach dem Erscheinen der „General Theory“ schrieb sie eine gut verständliche „Introduction to the Theory of Employment“ (London 1937). Sie beschäftigte sich ferner mit marxistischer Wirtschaftstheorie (An Essay on Marxian Economics (1942)) und verhalf Marx somit zu einer neuen Phase einer weniger ideologisch geprägten Rezeption. Sie wandte sich dann der langfristigen Theorie zu und veröffentlichte 1956 „The Accumulation of Capital“ (London/New York), in der sie eine komplizierte Abfolge von Gleichgewichtssituationen konstruierte (Golden Age etc.). Sie war eine scharfe Kritikerin der „neoklassischen Synthese“ und war später zentral an der Cambridge-Kapitalkontroverse beteiligt.
- Ebenfalls in Cambridge lehrte und forschte Nicholas Kaldor (1908–1986). Er war zunächst Student an der LSE bei Friedrich von Hayek, wurde nach der Veröffentlichung der Allgemeinen Theorie jedoch bald einer der ersten „Konvertiten“. Er wurde 1950 fellow am King’s College in Cambridge und wurde zuerst bekannt durch seine Arbeiten zur Verteilungstheorie. Dabei entwickelte er seine Kreislauftheorie der Verteilung, die er – sehr unkeynesianisch – für eine Situation der Vollbeschäftigung formulierte. Zur Begründung führte er an, Keynes’ Anwendung des Multiplikators auf die Beschäftigung gelte für die kurze Frist, die Anwendung auf das Preisniveau und die Verteilung gelte langfristig.[34] Post-Keynesianer im engeren Sinne war er nicht.
- Ähnliches gilt für Piero Sraffa (1898–1983), den Keynes nach Cambridge geholt hatte. Er ist vor allem der Begründer der Neoricardianischen Schule und wurde für seine Theorie der Produktionspreise bekannt. Er war maßgeblich an der Cambridge-Kapitalkontroverse beteiligt.

### Ab 1945: Keynesianische Theorie in den Vereinigten Staaten
Nach dem Zweiten Weltkrieg wurde die keynesianische Theorie zur herrschenden makroökonomischen Theorie, allerdings nur bis zur Stagflation der 1970er Jahre, wo sie dann von der „Monetaristischen Gegenrevolution“ in die Defensive gedrängt wurde. Die bedeutendsten US-amerikanischen Vertreter der Theorie sind:
- Alvin Hansen (1887–1975) wurde 1937 an die Harvard University als Professor für politische Ökonomie berufen und lehrte dort bis 1957. Er trug erheblich zur Ausbreitung der Theorie von Keynes in den USA bei, vor allem durch seinen Guide to Keynes (New York, 1953).

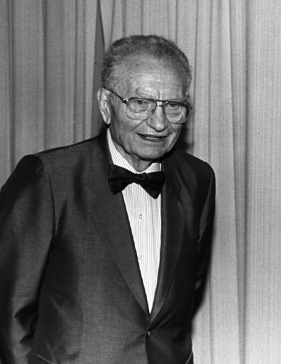
Paul A. Samuelson

- Paul A. Samuelson (1915–2009) gehört zu den einflussreichsten Ökonomen des 20. Jahrhunderts. Sein Lehrbuch Economics: An Introductory Analysis (1. Aufl. 1948, 19. Aufl. 2009) ist das meistverkaufte ökonomische Lehrbuch überhaupt. Auf Samuelson geht auch die Wortschöpfung neoklassische Synthese zurück.[35] Er meinte damit allerdings etwas anderes: Wie Keynes war er der Ansicht, dass nach Erreichen der Vollbeschäftigung durch keynesianische Wirtschaftspolitik wieder die alten (Neo-)klassischen Gesetze gelten würden, weil dann nicht mehr gesamtwirtschaftliche Nachfrage die Produktion begrenzt, sondern – wie in der Klassik – die vorhandenen Ressourcen an Arbeit und Sachkapital.

Samuelson studierte zunächst an der Universität Chicago, bevor er an die Harvard University wechselte, um bei Alvin Hansen zu studieren. Nachdem ihm dort keine Stelle angeboten wurde, wechselte er an das Massachusetts Institute of Technology in Cambridge, das bislang in den Wirtschaftswissenschaften kaum auffällig geworden war. 1947 analysierte er als Erster das Zusammenwirken von Multiplikator und Akzelerator, aus dem sich Konjunkturverläufe mit abnehmenden oder zunehmenden Amplituden ergeben können. Das diente dann Hicks als Grundlage für seine Contribution to the Theory of the Trade Cycle (Oxford 1950). Der Schwerpunkt seiner Forschung lag in der mathematischen Darstellung ökonomischer Theorien; empirische Forschung interessierte ihn weniger. Zu seinen bekanntesten Beiträgen zählen die komparative Statik und die Theorie der offenbarten Präferenzen. Als erster amerikanischer Ökonom erhielt er 1970 den Nobelpreis.
- James Tobin (1918–2002) studierte und promovierte an der Harvard University. 1950 wechselte er an die Yale-Universität, wo er bis zu seinem Tode blieb. 1981 erhielt er den Nobelpreis für seine Arbeiten auf dem Gebiet der Portfoliotheorie. Tobin war 1961/62 Mitglied von Kennedys „Council of Economic Advisors“. Tobin attackierte die monetaristische Gegenrevolution und bekannte sich als „Old Keynesian“, nachdem die „New Keynesians“ Economics ab 1991 (siehe unten Abschnitt 4.10) zwar das Keynes’sche Instrumentarium verwendete, aber seine theoretische Grundlage neoklassisch uminterpretierten.
- Robert Solow (1924–2023) wurde zunächst durch seine neoklassische Wachstumstheorie bekannt, mit der er die in Harrods dynamischer Theorie vorhandene kurzfristige und langfristige Instabilität („Wachstum auf des Messers Schneide“) widerlegen wollte. Die kurzfristige (konjunkturelle) Instabilität schloss er durch die neoklassische Annahme aus, die gesamtwirtschaftliche Ersparnis bestimme das Investitionsvolumen. Die langfristige Stabilität wurde durch die Entwicklung seiner Produktionsfunktion mit substituierbaren Produktionsfaktoren erreicht. Für seine Beiträge zur Wachstumstheorie erhielt Solow 1987 den Nobelpreis. Mit Samuelson entwarf er die modifizierte fallende Philippskurve (negativer Zusammenhang zwischen Arbeitslosenquote und Inflationsrate). Damit näherte er sich keynesianischen Positionen an; er setzt sich heute vehement für eine Wirtschaftspolitik ein, die auch die Nachfrageseite berücksichtigt.[36]

### Ab 1960: US-amerikanischer Post-Keynesianismus
Als Gründervater des US-amerikanischen Postkeynesianismus gilt Sidney Weintraub. Weitere wichtige Vertreter sind Hyman P. Minsky und Paul Davidson.

### Keynesianismus in Deutschland
Auch in Deutschland traf die Verbreitung der Theorie von Keynes auf erhebliche Hürden. Widerstand leisteten unter anderem die Ordoliberalen, auch als Freiburger Schule bezeichnet. Sie plädierten zwar für einen „starken Staat“, der den Wettbewerb mit Annäherung an das Ideal der vollständigen Konkurrenz zu sichern hatte, lehnten direkte staatliche Eingriffe in den Wirtschaftsprozess aber grundsätzlich ab.
Nachdem sie in Deutschland vor allem durch Erich Schneider verbreitet worden war, hatte Keynes’ Theorie großen Einfluss auf z. B. das „Stabilitäts- und Wachstumsgesetz“ (StabG) von 1967, das ein halbes Jahr nach dem Start des Kabinett Kiesinger I vom Bundestag verabschiedet wurde. Insgesamt sollten keynesianische Methoden bis 1982 die Wirtschaftspolitik Deutschlands bestimmen.
Aus marxistischer Perspektive wurde kritisiert, dass Keynes versuche den Kapitalismus zu stabilisieren, wodurch er jedoch (sofern er Erfolg habe) die eigentlich erwünschte Abschaffung des Kapitalismus verhindere.

### 1970er Jahre: Inflation und Anstieg der Arbeitslosenquote / Kritik des Monetarismus

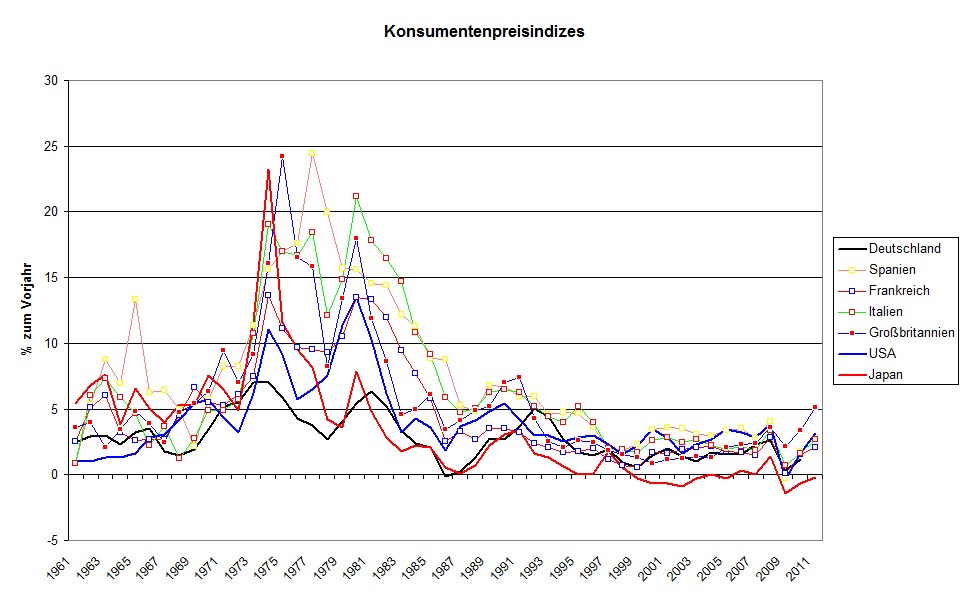
Inflationsraten in der Triade

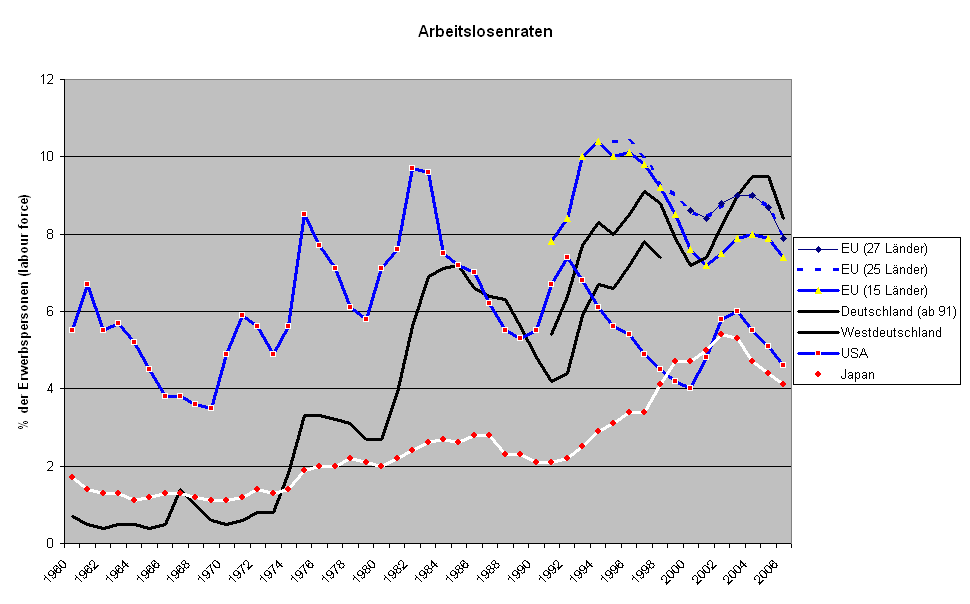
Arbeitslosenquoten in der Triade

Zu den Kernelementen der Theorie von Keynes gehört die Abhängigkeit des Konsums vom aktuellen Einkommen. Kritiker bestreiten die von Keynesianern meistens angenommene eindeutige Beziehung zwischen den Konsumausgaben eines Haushaltes und seinem jeweiligen verfügbaren Einkommen. Die Haushalte bestimmten vielmehr die Höhe ihrer Konsumausgaben in Abhängigkeit von ihren langfristigen Einkommenserwartungen. Friedman habe mit den Untersuchungen in seinem Werk A Theory of the Consumption Function gezeigt, dass dieser von Keynes behauptete Zusammenhang statistisch nicht nachweisbar sei. Kurzfristige Einkommensänderungen würden meistens ignoriert (dies setzt allerdings voraus, dass die Haushalte ihren Konsum notfalls über Kredite finanzieren können und wollen). Daher könnten staatliche Maßnahmen zur Änderung der Nettoeinkommen nicht so viel an Konsumnachfrage stimulieren, wie von den Keynesianern angenommen.
Noch vehementer ist die folgende Kritik am keynesianischen Politikansatz: Das Konzept eines Konjunkturanschubs durch kreditfinanzierte Staatsausgaben führe langfristig zu Inflation und bleibe auf Dauer ohne Wirkung auf die Beschäftigung. Diese Kritik geht implizit von einer Situation aus, in der es nur strukturbedingte Arbeitslosigkeit gibt, und argumentiert, dass eine darüber hinaus steigende Nachfrage zu höheren Preisen führt. Die Arbeitnehmer erkennen wegen adaptiver Erwartungen nur verzögert, dass ihre gestiegenen Nominallöhne vom Preisanstieg entwertet wurden. Sobald sie es aber merken, werden sie nicht länger mehr arbeiten – die Geldillusion halte also nicht unbegrenzt an. Die Volkswirtschaft findet sich gemäß dieser Argumentation in einem Gleichgewicht mit höherer Inflationsrate bei unverändertem realen Volkseinkommen wieder.
Als Indiz für das Scheitern keynesianischer Wirtschaftspolitik werden die ansteigenden Arbeitslosenquoten der 1970er Jahre bei gleichzeitiger Zunahme der Inflationsraten angeführt. In diesem Jahrzehnt widerfuhren den Industriestaaten zwei exogene Schocks in Form von Ölkrisen. Dies führte zu importierter Inflation. Die Reaktion der Gewerkschaften bestand oft in einer expansiven Lohnpolitik und verursachte eine Lohn-Preis-Spirale. Diese von der Angebotsseite ausgelösten Fehlentwicklungen waren in der keynesianischen Theorie kaum behandelt, obwohl Keynesianer die Theorie der Anbieterinflation entwickelt hatten.
Weder die ursprünglichen Überlegungen von Keynes noch die keynesianisch-neoklassische Synthese behaupteten, dass nachfrageseitige Maßnahmen der Wirtschaftspolitik langfristig zu besseren Ergebnissen führen können, wenn sie nicht zu höheren Investitionen und damit zu einem höheren Sachkapitalbestand führen. Die wirtschaftspolitischen Empfehlungen Keynes’ zielten vor allem auf die Überwindung akuter Krisen, insbesondere die Verhinderung eines sich aus psychologischen Gründen selbst verstärkenden Abschwungs bzw. die Verhinderung eines stabilen Depressionszustandes mit dem Ergebnis niedrigerer Investitionen.
Weitere Kritik wird mit dem so genannten Verdrängungseffekt (Crowding-out) begründet, nach welchem staatliche Investitionen private Investitionen durch höhere Zinsen verdrängen, die effektiver wären. Im Extremfall des vollständigen Crowding-out steigt die Güternachfrage nicht an. Je stärker die Kapitalmärkte weltweit verflochten sind, desto weniger ist allerdings dieser Zinseffekt relevant.
Auch gibt es Kritik in der Art, dass sich die Wirtschaftsteilnehmer auf die Hilfe des Staates einstellen und sich immer mehr zu „risikofreudig“ verhielten, dadurch die Gesamtwirtschaft immer stärker gefährdeten und so die Staatseingriffe immer stärker werden müssten (Moral Hazard).
Die Diagnose der keynesianischen Theorie, dass die Volkswirtschaft nicht von alleine zu einem Gleichgewicht zurückfindet bei voll ausgelasteten Produktionsfaktoren, ist heute Teil der Mehrheitsmeinung in der modernen Wirtschaftswissenschaft. Die nachfrageseitige Krisenüberwindung sollte nach Meinung der meisten Wirtschaftswissenschaftler Teil des wirtschaftspolitischen Instrumentariums sein.

### Ab 1980:Neukeynesianismus
In den 1980er Jahren entwickelte sich der Neukeynesianismus zur Abgrenzung von der „Neuen klassischen Makroökonomie“. Neukeynesianer arbeiten mit neoklassischen Modellen, bauen darin aber beschränkte Informationen, (Preis-)Rigiditäten und unvollständige Konkurrenz ein. Einige Vorreiter dieser Theorieschule, nämlich Joseph Stiglitz, George Akerlof und Michael Spence, erhielten 2001 den Nobelpreis für ihre Arbeiten über asymmetrische Informationen. Dass der Neukeynesianismus tatsächlich noch als keynesianische Strömung aufzufassen ist, wird von Anhängern der Keynes’schen Theorie (Altkeynesianer) bezweifelt und von Postkeynesianern bestritten. Der Postkeynesianer Paul Davidson wirft den Neukeynesianern vor, dass sie die „General Theory“ als einen Klassiker behandeln, den jeder zitiert, aber niemand liest. Andernfalls könnten sie sich nicht als (Neu-)Keynesianer bezeichnen.

### Ende der 1980er:Circuit-Schulein Frankreich und Italien
Ende der 1980er Jahre entwickelte sich besonders in Frankreich und Québec, aber auch in Italien die circuit-Schule, die sich hauptsächlich auf Problemstellungen der Geldwirtschaft konzentriert. Wichtige Vertreter sind Alain Parguez, Frédéric Poulon, Bernard Schmitt und Marc Lavoie.

### Seit Ende der 1990er: „Privatisierter Keynesianismus“
Die seit Ende der 1990er Jahre stetig steigende Konsumentenverschuldung  ist laut Colin Crouch ein Indiz dafür, dass kapitalistische Wirtschaftssysteme zunehmend einen „privatisierten Keynesianismus“ praktizieren. Crouch argumentiert, dass seit diesem Zeitraum wirtschaftliches Wachstum und Profite von Unternehmen hauptsächlich dadurch ermöglicht werden, dass es für Verbraucher zunehmend attraktiver wurde, Konsumkredite aufzunehmen. Durch eine Absenkung der Bonitätsstandards bei Kreditvergaben und die Deregulierung des Finanzsektors hätten Staaten – besonders die USA – diese Entwicklung forciert. In der Konsequenz hätten die Konsumenten den Staat als treibende Kraft zur Generierung von Nachfrage abgelöst. Dabei sei dieses Vorgehen vor allem aufgrund der kontinuierlich sinkenden Reallöhne notwendig geworden.
Laut Philipp Staab hat sich im digitalen Kapitalismus ein „privatisierte[r] Keynesianismus 2.0“ etabliert. Die beispielsweise von Tech-Giganten praktizierte genaue Analyse von Nutzungsdaten mit dem Ziel für jeden Konsumenten passende personalisierte Werbung bereitzustellen, kann als ein neuer Versuch, die private Nachfrage zu erhöhen, angesehen werden. Allerdings muss hier einschränkend festgestellt werden, dass es Unternehmen bislang kaum gelingt, Geld, das in Form von Ersparnissen dem Warenkreislauf entzogen worden ist, diesem wieder zuzuführen.

### Primärliteratur
Keynes’sche Revolution
- John Maynard Keynes: Allgemeine Theorie der Beschäftigung, des Zinses und des Geldes. 11. Auflage. Duncker & Humblot, Berlin 2009, ISBN 978-3-428-07985-8 (Erstausgabe:  1936).
- Richard Ferdinand Kahn: The Relation of Home Investment to Unemployment. In: Economic Journal. Band 41, 1931, S. 173–198.
- J. R. Hicks: Mr. Keynes and the Classics: A Suggested Interpretation. In: Econometrica. Band 5, Nr. 2, 1937, S. 147–159 (duke.edu [PDF; 1,3 MB] Deutsch in: Barens/Caspari (Hrsg.) Das IS/LM-Modell. Entstehung und Wandel. Marburg 1994.).
- G. K. Shaw (Hrsg.): The Keynesian Heritage Vol. I (= Schools of Thought in Economics series. Band 1). Edward Elgar, Cheltenham 1989, ISBN 1-85278-117-3.

Keynesianismus in den USA
- James Tobin: Price Flexibility and Output Stability. An Old Keynesian View. In: Journal of Economic Perspectives. Band 7, 1993.
- Paul A. Samuelson: Interactions between the Multiplier Analysis and the Principle of Acceleration. In: Review of Economics and Statistics. 1939, S. 75–78.
- Alvin Hansen: Guide to Keynes. New York 1953, S. 75–78.
- Robert Solow: Die Beschränktheit der makroökonomischen Diskussion überwinden. In: R. Schettkat, J. Langkau (Hrsg.): Aufschwung für Deutschland. Bonn 2007.
- Zahlreiche Artikel in G.K. Shaw (Hrsg.): The Keynesian Heritage Vol. II. Edward Elgar, Cheltenham 1988.

Cambridge School of Post-Keynesians
- Joan Robinson (Hrsg.): Forword zu Alfred Eichner, A Guide to Post-Keynesian Economics. White Plains, New York 1979.
- Malcolm Sawyer (Hrsg.): Post-Keynesian Economics. Edward Elgar, Cheltenham 1989, ISBN 1-85278-052-5 (Anthologie als Band 2 der Reihe Schools of Thought in Economics series).

Keynesianismus in Deutschland
- Gottfried Bombach u. a. (Hrsg.): Der Keynesianismus. 6 Bände. Springer Verlag, Berlin 1976.

New Keynesian Economics
- N. Gregory Mankiw, David Romer (Hrsg.): New Keynesian Economics. Vol. 1: Imperfect Competition and Sticky Prices. MIT Press, 1991, ISBN 0-262-63133-4.
- N. Gregory Mankiw, David Romer (Hrsg.): New Keynesian Economics. Vol. 2: Coordination Failures and Real Rigidities. MIT Press, 1991, ISBN 0-262-63134-2.

### Sekundärliteratur
Zur Entstehung
- Peter Clarke: The Keynesian Revolution in the making. Oxford University Press, USA, 1989, ISBN 0-19-828304-0.
- Richard Ferdinand Kahn: The Making of Keynes’ General Theory. Cambridge University Press, Cambridge 1984, ISBN 0-521-25373-X (Raffaele Mattioli Lectures, gehalten an der Università Bocconi, Mailand 1978).

Zur Rezeption
a) Kritiker
- Robert Leeson: The Anti-Keynesian Tradition. Palgrave, 2008, ISBN 978-1-4039-4959-2.
- Henry Hazlitt: The Failure of the ‘New Economics’. An Analysis of the Keynesian Fallacies. Van Nostrand, Princeton, NJ 1959.
- Friedrich von Hayek: Collected Works of F.A. Hayek. Hrsg.: Bruce Caldwell. Vol. IX: Contra Keynes and Cambridge: Essays, Correspondence. Liberty Fund, 2009, ISBN 978-0-86597-744-0.
- Mark Skousen (Hrsg.): Dissent on Keynes. Praeger Publishers, 1992, ISBN 0-275-93778-X.
- Mark Skousen (Hrsg.): The Big Three in Economics: Adam Smith, Karl Marx und John Maynard Keynes. Sharpe, Armonk etc. 2007, 5,6,7.
- John C. Wood (Hrsg.): John Maynard Keynes: Critical Assessments. Routledge, 1994, ISBN 0-415-11413-6.

b) Sympathisierende Darstellungen
- Jürgen Kromphardt: John Maynard Keynes in der Serie Die größten Ökonomen. UTB-Lucius 3794, München 2013.
- Oliver Landmann: Keynes in der heutigen Wirtschaftstheorie. In: Gottfried Bombach u. a. (Hrsg.): Der Keynesianismus. Band I: Theorie und Praxis keynesianischer Wirtschaftspolitik. Springer, Berlin 1976.
- Joan Robinson: Introduction to the Theory of Employment. MacMillan, London / New York 1937.
- Harald Scherf: John Maynard Keynes. In: Joachim Starbatty (Hrsg.): Klassiker des ökonomischen Denkens. Beck, München 1989.

Zur Weiterentwicklung des Keynesianismus
- Michel Beaud und Gilles Dostaler: Economic Thought Since Keynes. A History and Dictionary of Major Economics. Edward Elgar, Cheltenham 1995 (Wirtschaftsgeschichte seit Keynes mit einem umfassenden biographischen Anhang wichtiger Ökonomen).
- Thomas Cate, Geoff Harcourt, David C. Colander (Hrsg.): An Encyclopedia of Keynesian Economics. Edward Elgar, Cheltenham/Brookfield 1997, ISBN 1-85898-145-X.
- David C. Colander: The Evolution of Keynesian Economics. From Keynesian to New Classical to New Keynesian. In: O.F. Hamouda und J.N. Smithin (Hrsg.): Keynes and Public Policy After 50 Years. Vol. I: Economics and Policy. Edward Elgar, Aldershot/Brookfield 1988.
- David C. Colander, H. Landreth: The Coming of Keynesianism to America. Edward Elgar, Cheltenham/Brookfield 1996, ISBN 1-85898-087-9.
- Robert William Dimand: The origins of the Keynesian revolution: the development of Keynes’ theory of employment and output. Stanford University Press, 1988, ISBN 0-8047-1525-4.
- Shaun P., Hargreaves Heap: The New Keynesian Macroeconomics. Edward Elgar, 1993, ISBN 1-85278-598-5.
- Robert Leeson (Hrsg.): The Keynesian Tradition. Palgrave Macmillan, 2008, ISBN 978-1-4039-4960-8.
- Luigi L. Pasinetti: Keynes and the Cambridge Keynesians. Cambridge University Press, Cambridge 2007, ISBN 978-0-521-87227-0.
- Teodoro Dario Togati: Keynes and the neoclassical synthesis: Einsteinian versus Newtonian macroeconomics (= Routledge studies in the history of economics. Band 21). Routledge, 1998, ISBN 0-415-18396-0.
- Bruno Ventelou: Millennial Keynes: An Introduction to the Origin, Development, and Later Currents of Keynesian Thought. M.E. Sharpe, 2004, ISBN 0-7656-1516-9.

Mit Schwerpunkt Postkeynesianische Ökonomie
- Alfred Eichner: A Guide to Post-Keynesian Economics. White Plains, New York 1979.
- G. C. Harcourt: The Structure of Post-Keynesian Economics: The Core Contributions of the Pioneers. Cambridge University Press, 2006, ISBN 0-521-83387-6.
- John Edward King (Hrsg.): The Elgar companion to post Keynesian economics. Edward Elgar Publishing, 2003, ISBN 1-84064-630-6.
- John Edward King (Hrsg.): A history of post Keynesian economics since 1936. Edward Elgar Publishing, 2003, ISBN 1-84376-650-7.